# فردریک نیمانی
فردریک نیمانی (انگلیسی: Frédéric Nimani؛ زادهٔ ۸ اکتبر ۱۹۸۸) بازیکن فوتبال اهل فرانسه است.
از باشگاه‌هایی که در آن بازی کرده‌است می‌توان به باشگاه فوتبال لوریان، باشگاه فوتبال پائوک، باشگاه فوتبال نانت، باشگاه فوتبال برنلی، باشگاه فوتبال او.اف.آی کرته، آ.اس موناکو و باشگاه فوتبال سدان اشاره کرد.
وی همچنین در تیم‌ ملی فوتبال زیر ۲۱ سال فرانسه و تیم ملی فوتبال جمهوری آفریقای مرکزی بازی کرده‌است.